# Copa Caribenha de Clubes da CONCACAF de 2018
A Copa Caribenha de Clubes Concacaf 2018 atualmente chamado de Campeonato de Clubes da União Caribenha de Futebol (do inglês "Caribbean Football Union" - CFU) foi a 20ª edição da competição regional anual de clubes de futebol Campeonato de Clubes da CFU, organizada pela Confederação de Futebol da América do Norte, Central e Caribe (CONCACAF) e, a primeira edição na qual participaram apenas as quatro associações membro da União Caribenha de Futebol que possuam uma liga nacional profissional. Também é um torneio classificatório das equipes do caribe para a Liga Concacaf e a Liga dos Campeões da Concacaf.
A partir de 2018, o torneio têm nova denominação, "Campeonato de Clubes da União de Futebol do Caribe". Também adotará um novo formato de competição, pois a Copa Caribenha contará com a participação de oito clubes profissionais, campeões e vices de quatro Associações Membro da área caribenha que possuem liga profissional.  
O restante das Associações Membro da região antilhana enviará a seus clubes representativos a uma nova competição internacional, a CONCACAF Caribbean Clube Shield 2018. O clube ganhador classificará diretamente a Liga dos Campeões da Concacaf 2019, enquanto o vice-campeão e terceiro lugar classificarão a Liga Concacaf 2018. A equipe que finalizar em quarto lugar, irá enfrentar o ganhador da CONCACAF Caribbean Clube Shield 2018,  para determinar ao terceiro clube que representará o Caribe na Liga Concacaf 2018. 
Em 21 de dezembro de 2017 realizou-se o sorteio onde dividiu as oito equipes da Copa Caribenha de Clubes Concacaf 2018. As equipas do Grupo A tiveram como sede Trinidad e Tobago, enquanto os do Grupo B jogaram na República Dominicana.
Pelo segundo ano consecutivo uma equipe da República Dominicana vence a competição: o Club Atlético Pantoja, que venceu na final o Arnett Gardens da Jamaica nos pênaltis.

## Equipes participantes
A seguinte lista corresponde às equipas campeões e vice-campeãs das 4 associações membros da União Caribenha de Futebol que possuem uma Liga de futebol profissional.
| Associação           | Equipe              | Método de classificação                           |
| -------------------- | ------------------- | ------------------------------------------------- |
| Haiti                | Real Hope           | Campeão da Série de Abertura (2017)               |
| Haiti                | Racing dês Gonaïves | Vice-campeão da Série de Abertura (2017)          |
| Jamaica              | Arnett Gardens      | Campeão da Liga Premier (2016-17)                 |
| Jamaica              | Portmore United     | Vice-campeão de Liga Premier (2016-17)            |
| República Dominicana | Atlántico FC        | Campeão da Liga Dominicana de Futebol (2017)      |
| República Dominicana | Atlético Pantoja    | Vice-campeão da Liga Dominicana de Futebol (2017) |
| Trinidad e Tobago    | Central FC          | Campeão de Liga Pró T&T (2016-17)                 |
| Trinidad e Tobago    | W Connection        | Vice-campeão de Liga Pró T&T (2016-17)            |

## Fase de Grupos

### Grupo A
| Equipes          | Pts | PJ | PG | PE | Pg | GF | GC | Dif |
| ---------------- | --- | -- | -- | -- | -- | -- | -- | --- |
| Atlético Pantoja | 7   | 3  | 2  | 1  | 0  | 6  | 0  | +6  |
| Arnett Gardens   | 4   | 3  | 1  | 1  | 1  | 5  | 2  | +3  |
| W Connection     | 3   | 3  | 1  | 0  | 2  | 2  | 5  | -3  |
| Real Hope        | 3   | 3  | 1  | 0  | 2  | 1  | 7  | -6  |

### Grupo B
| Equipes             | Pts | PJ | PG | PE | Pg | GF | GC | Dif |
| ------------------- | --- | -- | -- | -- | -- | -- | -- | --- |
| Central             | 6   | 3  | 2  | 0  | 1  | 4  | 2  | 2   |
| Portmore United     | 4   | 3  | 1  | 1  | 1  | 4  | 3  | 1   |
| Atlántico           | 4   | 3  | 1  | 1  | 1  | 4  | 4  | 0   |
| Racing dês Gonaïves | 3   | 3  | 1  | 0  | 2  | 2  | 5  | -3  |

### Resultados
Em 12 de janeiro de 2018 se conheceu as datas das partidas da primeira rodada da Copa Caribenha de Clubes CONCACAF 2018.
| \| Data \| Estádio (Cidade) \| Local \| Resultado \| Visitante \| \| ---------------------- \| -------------------------------------- \| ---------------- \| --------- \| ---------------- \| \| 31 de janeiro de 2018 \| Ato Boldon Stadium (Trinidad e Tobago) \| Atlético Pantoja \| 0 - 0 \| Arnett Gardens \| \| 31 de janeiro de 2018 \| Ato Boldon Stadium (Trinidad e Tobago) \| W Connection \| 0 - 1 \| Real Hope \| \| 2 de fevereiro de 2018 \| Ato Boldon Stadium (Trinidad e Tobago) \| Real Hope \| 0 - 3 \| Atlético Pantoja \| \| 2 de fevereiro de 2018 \| Ato Boldon Stadium (Trinidad e Tobago) \| W Connection \| 2 - 1 \| Arnett Gardens \| \| 4 de fevereiro de 2018 \| Ato Boldon Stadium (Trinidad e Tobago) \| Arnett Gardens \| 4 - 0 \| Real Hope \| \| 4 de fevereiro de 2018 \| Ato Boldon Stadium (Trinidad e Tobago) \| W Connection \| 0 - 3 \| Atlético Pantoja \| |                                        |                  |           |                  |
| Data | Estádio (Cidade)                       | Local            | Resultado | Visitante        |
| 31 de janeiro de 2018 | Ato Boldon Stadium (Trinidad e Tobago) | Atlético Pantoja | 0 - 0     | Arnett Gardens   |
| 31 de janeiro de 2018 | Ato Boldon Stadium (Trinidad e Tobago) | W Connection     | 0 - 1     | Real Hope        |
| 2 de fevereiro de 2018 | Ato Boldon Stadium (Trinidad e Tobago) | Real Hope        | 0 - 3     | Atlético Pantoja |
| 2 de fevereiro de 2018 | Ato Boldon Stadium (Trinidad e Tobago) | W Connection     | 2 - 1     | Arnett Gardens   |
| 4 de fevereiro de 2018 | Ato Boldon Stadium (Trinidad e Tobago) | Arnett Gardens   | 4 - 0     | Real Hope        |
| 4 de fevereiro de 2018 | Ato Boldon Stadium (Trinidad e Tobago) | W Connection     | 0 - 3     | Atlético Pantoja |

| \| Data \| Estádio (Cidade) \| Local \| Resultado \| Visitante \| \| ----------------------- \| ------------------------------------ \| ------------------- \| --------- \| ------------------- \| \| 7 de fevereiro de 2018 \| Estádio Cibao (República Dominicana) \| Central \| 0 - 2 \| Portmore United \| \| 7 de fevereiro de 2018 \| Estádio Cibao (República Dominicana) \| Atlántico \| 2 - 1 \| Racing dês Gonaïves \| \| 9 de fevereiro de 2018 \| Estádio Cibao (República Dominicana) \| Racing dês Gonaïves \| 0 - 3 \| Central \| \| 9 de fevereiro de 2018 \| Estádio Cibao (República Dominicana) \| Atlántico \| 2 - 2 \| Portmore United \| \| 11 de fevereiro de 2018 \| Estádio Cibao (República Dominicana) \| Portmore United \| 0 - 1 \| Racing dês Gonaïves \| \| 11 de fevereiro de 2018 \| Estádio Cibao (República Dominicana) \| Atlántico \| 0 - 1 \| Central FC \| |                                      |                     |           |                     |
| Data | Estádio (Cidade)                     | Local               | Resultado | Visitante           |
| 7 de fevereiro de 2018 | Estádio Cibao (República Dominicana) | Central             | 0 - 2     | Portmore United     |
| 7 de fevereiro de 2018 | Estádio Cibao (República Dominicana) | Atlántico           | 2 - 1     | Racing dês Gonaïves |
| 9 de fevereiro de 2018 | Estádio Cibao (República Dominicana) | Racing dês Gonaïves | 0 - 3     | Central             |
| 9 de fevereiro de 2018 | Estádio Cibao (República Dominicana) | Atlántico           | 2 - 2     | Portmore United     |
| 11 de fevereiro de 2018 | Estádio Cibao (República Dominicana) | Portmore United     | 0 - 1     | Racing dês Gonaïves |
| 11 de fevereiro de 2018 | Estádio Cibao (República Dominicana) | Atlántico           | 0 - 1     | Central FC          |

## Fase Final
Os dois ganhadores da cada grupo e os dois segundos lugares avançaram à fase final.
| Equipe           |
| ---------------- |
| Atlético Pantoja |
| Arnett Gardens   |
| Central          |
| Portmore United  |

### Semifinais
| Equipe 1         | Resultado | Equipe 2        |        |        |
| Jogo 1           | Jogo 1    | Jogo 1          | Jogo 1 | Jogo 1 |
| ---------------- | --------- | --------------- | ------ | ------ |
| Atlético Pantoja | 4-3       | Portmore United |        |        |
| Jogo 2           |           |                 |        |        |
| Arnett Gardens   | 2-0       | Central         |        |        |

### Terceiro Lugar
| Equipe 1        | Resultado | Equipe 2 |
| --------------- | --------- | -------- |
| Portmore United | 2-1       | Central  |

### Final
| Equipe 1              | Resultado | Equipe 2       |
| --------------------- | --------- | -------------- |
| Club Atlético Pantoja | 0-0       | Arnett Gardens |

Atlético Pantoja venceu nos penaltis por 6-5

## Estatísticas

### Tabela de goleadores
| Posição | Jogador           | Equipe           | Gols |
| ------- | ----------------- | ---------------- | ---- |
| 1       | Luis José Espinal | Atlético Pantoja | 5    |
| 2       | Fabian Reid       | Arnett Gardens   | 4    |
| 3       | Jovan East        | Portmore United  | 3    |
| 3       | Jeremie Lynch     | Portmore United  | 3    |
| 5       | Eduardo Centeno   | Atlético Pantoja | 2    |
| 5       | Herlyn Cuica      | Atlántico        | 2    |
| 5       | Marcus Joseph     | W Connection     | 2    |
| 5       | Armando Maita     | Atlético Pantoja | 2    |